# Nelsonsläkten

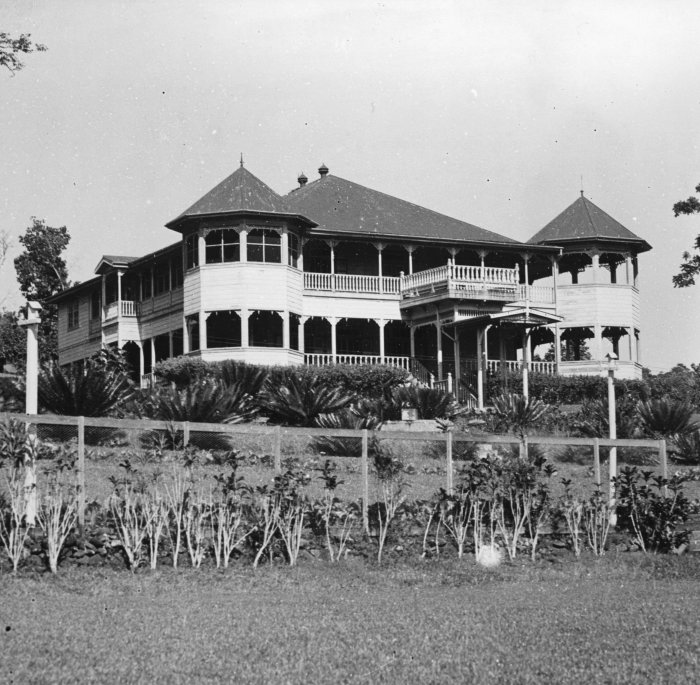
Nelsonhuset, ca 1936

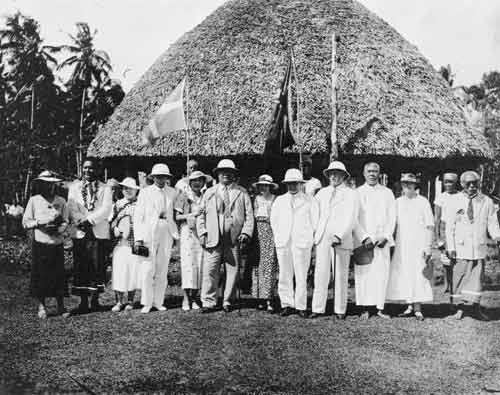
Olaf Nelson (i mitten), notera den svenska flaggan

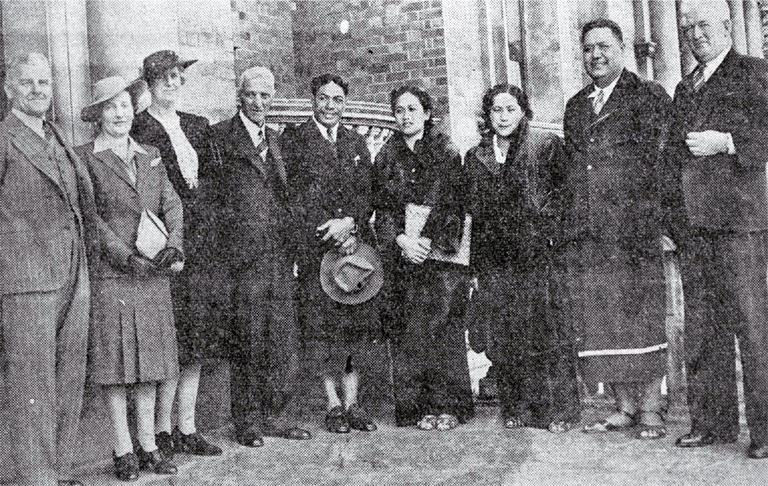
Peter Mea'ole (5.e från vänster)

Nelsonsläkten är en familj i Samoa som ursprungligen grundades av svenske sjömannen och utvandraren Gustav August Nilspeter Nilsson från Kalmar i mitten på 1800-talet. Familjen har genom tiderna spelat en aktiv roll såväl i landets ekonomiska som politiska utveckling. Nilssons släkting blev det oberoende Samoas förste statschef.

## Gustav Nilsson
Gustav August Nilspeter Nilsson, (Född som "Nils Peter Gustafsson")  född den 5 september 1838 i Ödängla, Mönsterås,  Kalmar län; död 29 maj 1909 i Apia, Samoa. Han föddes på torpet Sandvik i Ödängla i en utomäktenskaplig förbindelse mellan änkan Stina Cajsa Olsdotter och drängen Gustaf Pehrsson i Siggehorva.
August anlände till Samoa 1868 där han blev en framgångsrik affärsman. Bytte senare namn till Nelson.

## Olaf Frederick Nelson
Olaf Frederick Nelson, född den 24 februari 1883 i Safune, Samoa; död den 28 februari 1944 i Apia, Samoa; var son till Gustav Nilsson. Olaf var en framgångsrik affärsman och blev senare politiskt engagerad och en av ledarna i Maurörelsen för Samoas självständighet.

## Peter Mea'ole
Tupua Tamasese Peter Mea'ole, född den 3 juni 1905 i Vaimoso, Samoa; död den 5 april 1963; var gift med Olaf Nelsons dotter Noue Irene Gustava Ta'isi Nelson.
Den 1 januari 1962 tillträdde Peter Mea'ole som Samoas förste statschef (O le Ao o le Malo, delad post tillsammans med Malietoa Tanumafili II).

## Tupuola Tufuga Efi
Tupua Tamasese Tupuola Tufuga Efi (döpt Olaf Efi Tamasese), född den 1 mars 1938 i Moto'otua, Samoa; är son till Tupua Tamasese Peter Mea'ole och Noue Irene Gustava Ta'isi Nelson.
Efi var landets premiärminister åren 1976-1982 och är sedan den 20 juni 2007 Samoas statschef (O le Ao o le Malo).

## Misa Telefoni Retzlaff
Misa Telefoni Retzlaff (döpt Hermann Theodor Retzlaff), född den 21 maj 1952 i Apia, Samoa; är dotterson till Olaf Nelson.
Retzlaff var Samoas kronjurist 1986–1988. 1988 valdes han till ledamot i landets parlament (Fono) där han innehade en rad ministerposter, åren 2001–2011 var han vice premiärminister.